# Astioche (figlia di Simoenta)
Astioche (in greco antico: Ἀστυόχη?, Astyóchē) è un personaggio della mitologia greca. Fu regina della Dardania.

## Genealogia
Figlia di Simoenta, sposò Erittonio e divenne madre di Troo.

## Mitologia
Sposando Erittonio (re di Dardania) ne divenne la regina e suo figlio Troo divenne l'eponimo della città di Troia.